# Bi-turbo
 (signalé en juin 2025).
Si vous disposez d'ouvrages ou d'articles de référence ou si vous connaissez des sites web de qualité traitant du thème abordé ici, merci de compléter l'article en donnant les références utiles à sa vérifiabilité et en les liant à la section « Notes et références ».
- Archive Wikiwix
- Bing
- Cairn
- DuckDuckGo
- E. Universalis
- Gallica
- Google
- G. Books
- G. News
- G. Scholar
- Persée
- Qwant
- (zh) Baidu
- (ru) Yandex
- (wd) trouver des œuvres sur Wikidata

Le bi-turbo (twin-turbo en anglais) désigne un moteur dans lequel deux turbocompresseurs compriment le mélange carburant/air d'admission (ou l'air d'admission, dans le cas d'un moteur à injection directe). La disposition la plus courante est celle de deux turbocompresseurs identiques ou symétriques en parallèle, chacun traitant la moitié des gaz d'échappement produits par un moteur en V par le biais d'une tuyauterie indépendante. Les deux turbocompresseurs peuvent être identiques ou de tailles différentes (par exemple, un grand et un petit).